# 李芳 (吉林议员)
李芳（？—？），字蔭泉，吉林人，中国民主革命家，中华民国政治人物。

## 生平
李芳在清朝末年曾获吉林府府经历职衔。后来他和松毓、庆山、孙树棠、文耆等人曾任吉林自治会参议。1908年，吉林自治会和《公民报》被清政府查封，松毓受巡抚陈昭常压制。此时，松毓受中国同盟会会员李芳的影响，逐渐倾向革命。后来李芳任吉林谘议局议员。
辛亥革命爆发后，奉天联合急进会领导人、中国同盟会会员张榕、张根仁派赵元寿在吉林组织吉林联合急进分会。松毓出任该分会会长，并任用中国同盟会会员杨策、李芳等人为主要干部，联络包括吉林谘议局议员在内的各方面人士，企图推翻陈昭常而实现吉林独立，但未能成功。
1912年，他当选北京临时参议院议员。